# إليشكا بوشكوفا
إليشكا بوشكوفا (بالتشيكية: Eliška Bučková) (من مواليد 23 يوليو 1989 في هودونين، تشيكوسلوفاكيا) حاملة لقب ملكة جمال جمهورية التشيك التي فازت بلقب ملكة جمال التشيك 2008 بصفتها تبلغ من العمر 19 عامًا. مثلت بلدها الجمهورية التشيكية في مسابقة ملكة جمال الكون 2008 في نها ترانج، فيتنام في 14 يوليو 2008 ، عندما أصبحت واحدة من الدور نصف النهائي في أفضل 15 متسابقة وحصلت على المركز الحادي عشر.

## الروابط الخارجية
- إليشكا بوشكوفا على موقع دليل عارضات الأزياء (الإنجليزية)

- Eliška Bučková's website

| الجوائز و الإنجازات | الجوائز و الإنجازات   | الجوائز و الإنجازات  |
| ------------------- | --------------------- | -------------------- |
| سبقه لوسي هاداشوفا  | ملكة جمال التشيك 2008 | تبعه إيفيتا لوتوفسكا |